# Heteromeringia melasoma
Heteromeringia melasoma är en tvåvingeart som beskrevs av Mitsuhiro Sasakawa 1966. Heteromeringia melasoma ingår i släktet Heteromeringia och familjen träflugor. Inga underarter finns listade i Catalogue of Life.